# Targowa Górka
Targowa Górka (do 1958 Targowagórka, do XV w. Mileszyna Górka) – wieś (dawniej miasto) w Polsce położona w województwie wielkopolskim, w powiecie wrzesińskim, w gminie Nekla.
Targowa Górka (Milesina, Mieleszna Górka) uzyskała lokację miejską przed 1344, zdegradowana około 1850. W latach 1975–1998 miejscowość administracyjnie należała do województwa poznańskiego.
W pobliżu miejscowości znajduje się Miejsce Obsługi Podróżnych Targowa Górka, dla jadących autostradą A2 w kierunku Warszawy.

## Historia
Miejscowość wzmiankowana jest w dokumentach już w 1258. Jej właścicielem był wówczas Milesza z Górki, który należał do otoczenia księcia Bolesława Pobożnego, syna Władysława Odonica. Król Kazimierz Wielki przebywając w Poznaniu 14 czerwca 1343 potwierdził ówczesnym właścicielom: Piotrowi kasztelanowi radzimskiemu i Dobrogostowi Mileszycowi prawa miejskie dla Targowej Górki. Późniejszymi właścicielami miasta byli m.in. w 1397 Wojciech z Górki, w latach 1390–1400 Boguchwał, Dobiesław i Bodzęta, synowie Jana Poraja z Bierzglina, w 1506 Barbara Górecka, w 1559 Spławscy i Góreccy herbu Dryja, w 1722 Turnowie. Od 1761 własność Drogońskich, w 1793 hrabiego Keyserlinga, którego córka Adela, wyszła za mąż za gen. Antoniego Amilkara Kosińskiego – współtwórcę Legionów Polskich we Włoszech. W 1870 właścicielami była rodzina Żychlińskich.
W roku 1458 Targowa Górka miała obowiązek wystawienia 8 żołnierzy na wyprawę malborską. Pod koniec XV wieku miasto podupadło i utraciło prawa miejskie. Odzyskało je w 1559. W 1724 król August II Mocny nadał miejscowości przywilej organizowania 5 jarmarków rocznie i targów w każdy poniedziałek. Król Stanisław August Poniatowski potwierdził te przywileje oraz wydał zgodę na organizowanie jeszcze czterech nowych jarmarków. W 1751 Turnowie, ówcześni właściciele miasta, osadzili tu na leśnej wyrębie osadników niemieckich na zasadach czynszowych. Osada ta nazywała się wówczas Holendry Słowęcińskie.
Kościół pod wezwaniem św. Michała Archanioła istniał już w XIII w. W 1630 kasztelan gnieźnieński Mikołaj Mielżyński ufundował tu nowy drewniany kościół. Po pożarze w 1739 został odbudowany. Ponownie spłonął na początku XIX wieku. Odbudowała go w 1840 jako murowany rodzina Kosińskich. W XVI w. istniał jeszcze kościół pw. św. Małgorzaty, kościół ten spłonął w 1725, a na jego miejscu postawiono krzyż.
W Targowej Górce znajdował się od 1628, założony przez Mielżyńskiego, szpital dla ubogich. W XVIII w. miało tu istnieć równocześnie 12 browarów. W czasie licznych pożarów zaginął dokument lokacyjny. W 1793 władze pruskie nie umieściły już Targowej Górki w wykazie miast. W latach 80. XIX w. mieszkały tu 424 osoby w 25 domach. Właścicielem wsi był wówczas król pruski. Do dziś zachował się budynek poczty konnej z przełomu XVIII–XIX wieku, kościół z 1840, leśniczówka z XIX wieku i drewniana dzwonnica z końca XVIII wieku.
Na podstawie dekretu PKWN z 31 sierpnia 1944 zostały utworzone miejsca odosobnienia, więzienia i ośrodki pracy przymusowej dla „hitlerowskich zbrodniarzy oraz zdrajców narodu polskiego”. Obóz pracy nr 176 Ministerstwo Bezpieczeństwa Publicznego utworzyło w Targowej Górce.
15 czerwca 2008 odbyły się uroczyste obchody 750-lecia istnienia miejscowości.

## Zabytki
W miejscowości znajduje się klasycystyczny kościół św. Michała Archanioła z 1840 wraz z oddzielnie stojącą, drewnianą dzwonnicą z XVIII wieku, grobowce rodzin Karłowskich i Karśnickich, odnowione w 2010, oraz grobowiec Adelajdy i Antoniego Amilkara Kosińskiego. Napis na płycie nagrobnej brzmi:
| Lewa płyta | Prawa płyta |
| --- | --- |
| Adelajda Konstancya Wilhelmina Zofia Wiktorya z Hrabiow Keyserling Generałowa Kosińska Dziedziczka Targowej-Górki ur 1790 um. 4 Września 1856 r. w Targowej – Górce | Antoni Amilkar-Kosinski Generał Dywizyi Krzyża Wojskowego Komandor syn Józefa i Reginy z Korsaków Kosińskich ur. na Litwie r. 1769 um. w Targowej – Górce 10 Marca r. 1823 Odbył Kampanie: od 1794 r. w powstaniu Kościuszkowskiem 1795-1803 r. we Włoszech 1807 r. przeciw Prusom i Rossyi 1809 r. przeciw Austryi 1812 r. przeciw Rossyi dowodził dywizyą nad Bugiem |

W miejscowości znajduje się również dwór w trakcie odbudowy otoczony parkiem.
Miejscowość nie zachowała cech rozplanowania miejskiego. Śladem miejskiej przeszłości pozostaje jednak jej nazwa.

## Edukacja
W Targowej Górce mieści się Zespół Szkół im. Antoniego Amilkara Kosińskiego.
Szkoła ma ponad 200 lat a jej pierwszym kierownikiem, o którym znajduje się zapis był Izydor Niedziela, pochodzący z Niemieckiej Lutyni.

## Galeria

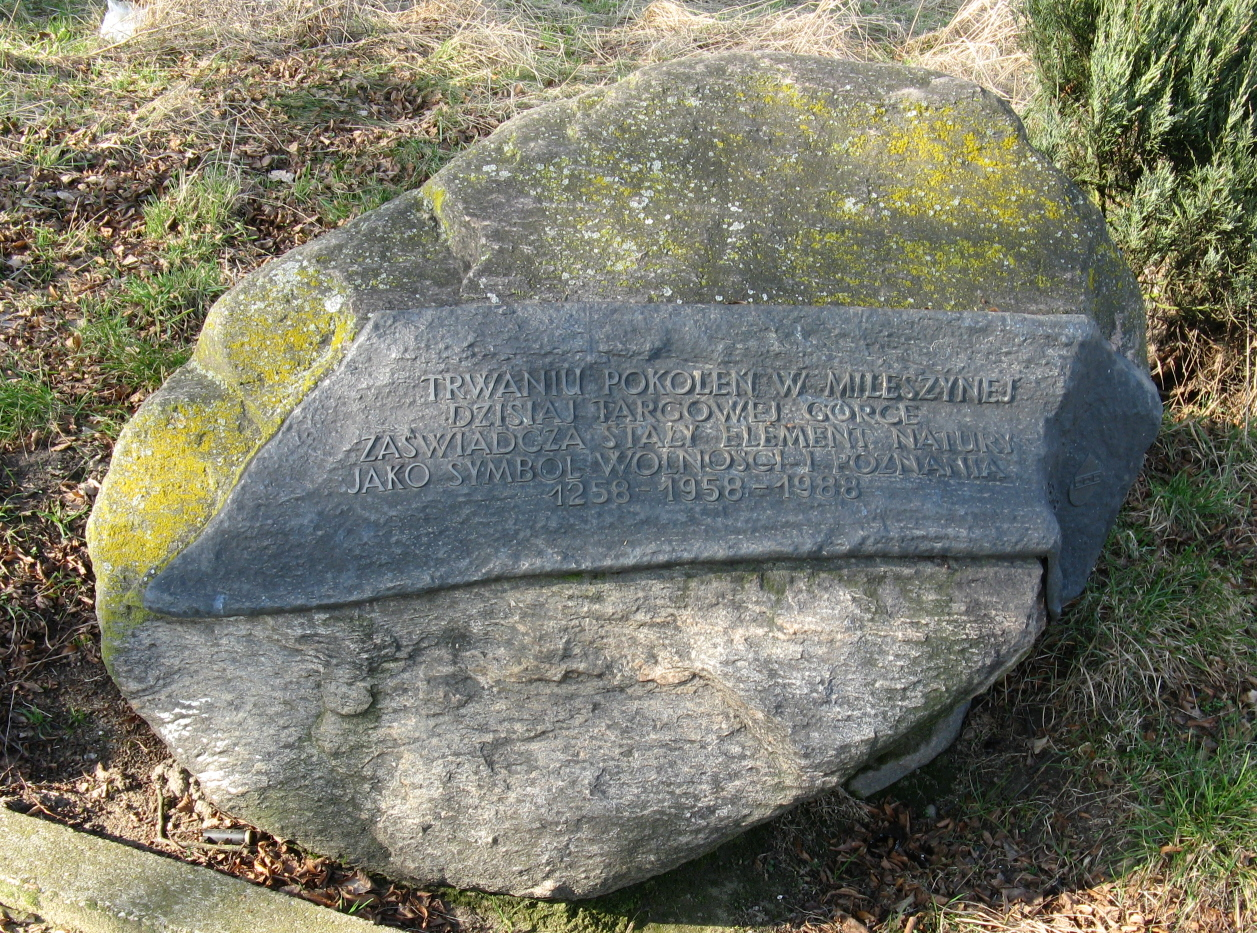
Głaz z pamiątkowym napisem
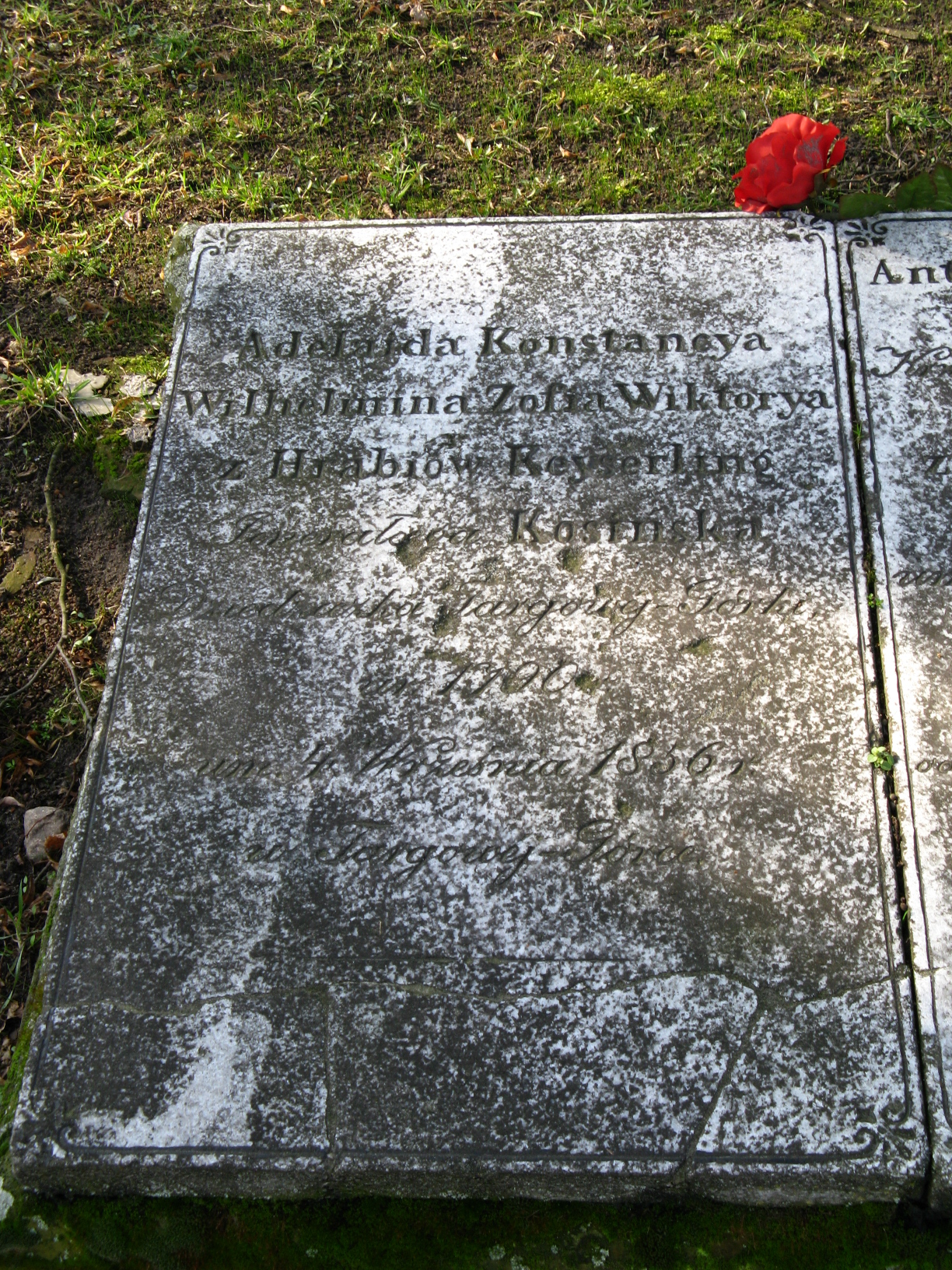
Płyta nagrobna Adelajdy Kosińskiej
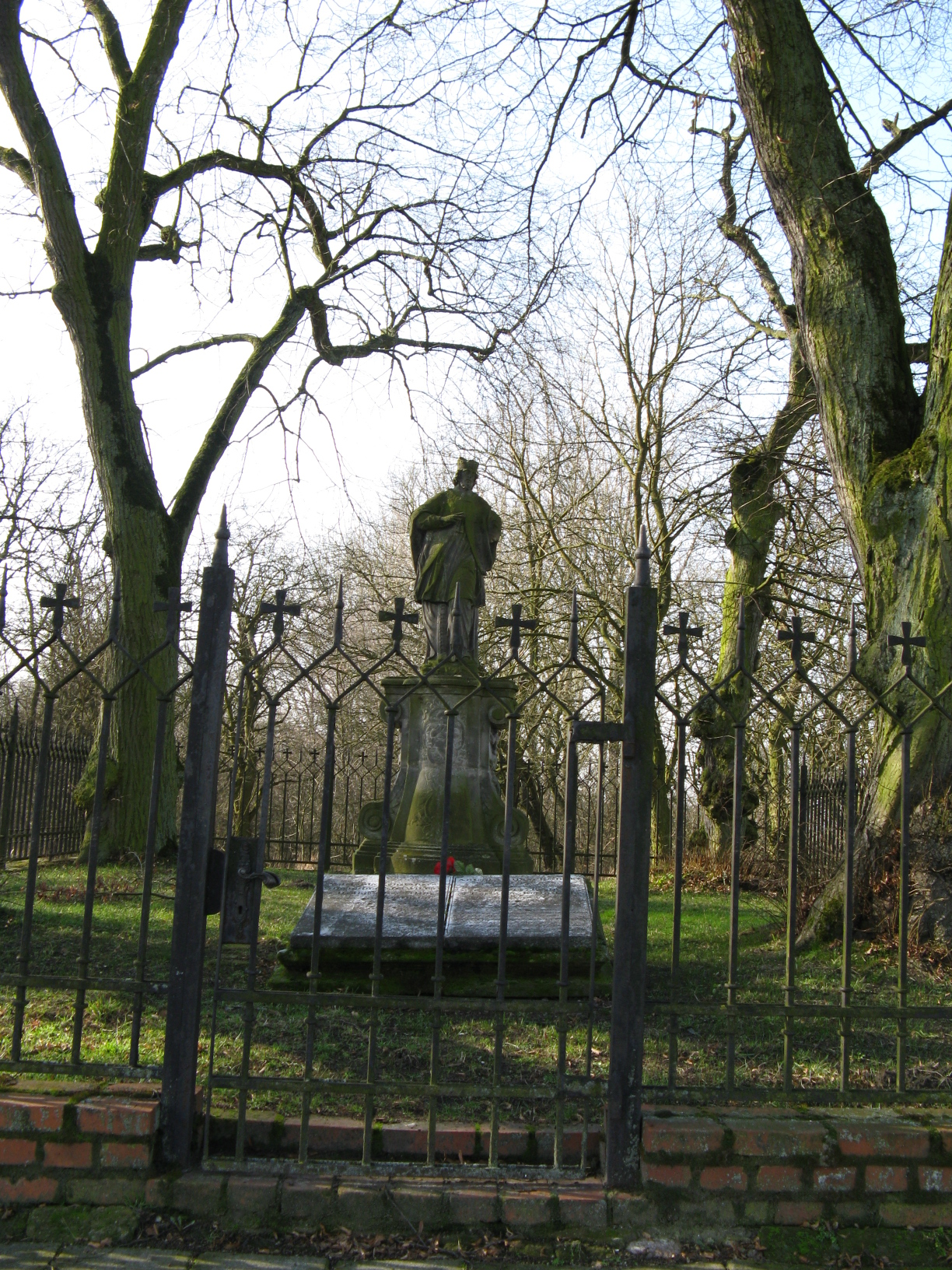
Grobowiec rodziny Kosińskich
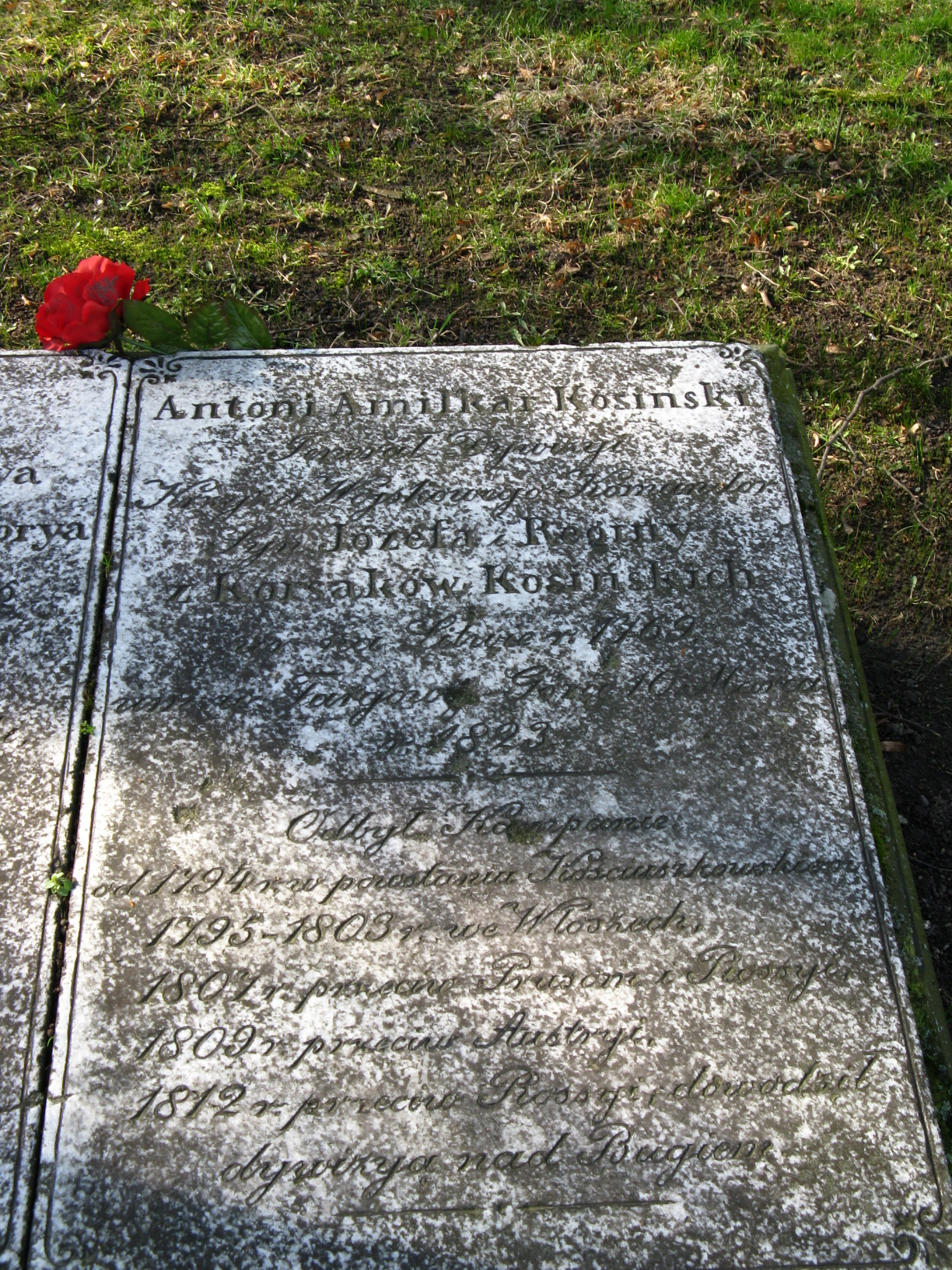
Płyta nagrobna gen. Antoniego Kosińskiego
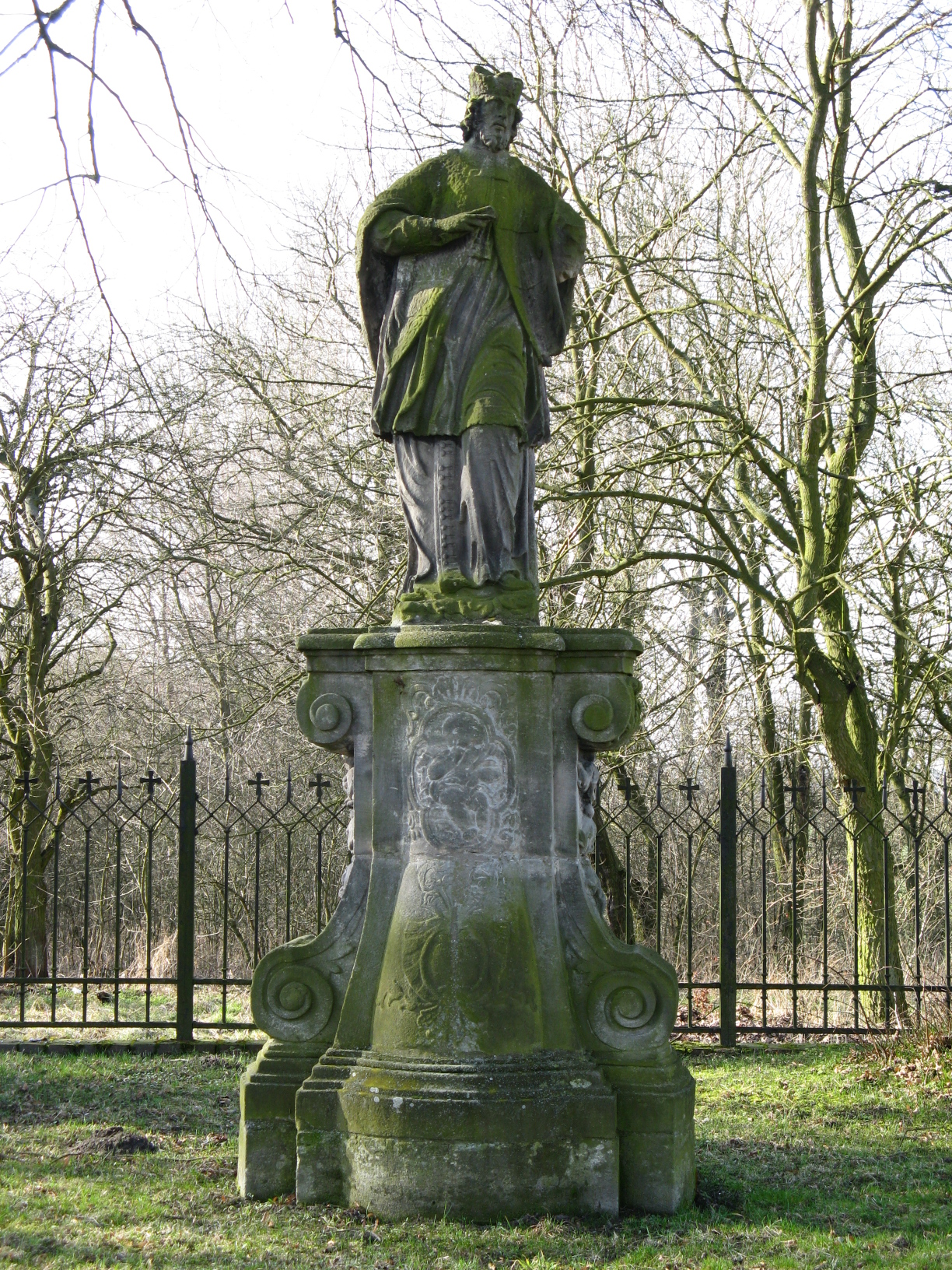
Figura na grobowcu rodzinnym Kosińskich